# Milseburgradweg
Der Milseburgradweg führt als Teil des hessischen Radfernweges R3 auf der ehemaligen Rhönbahntrasse Biebertalbahn/Rhönbahn auf einer Länge von 27 Kilometern von Petersberg-Götzenhof bis Hilders durch die hessische Rhön und ist somit einer der Fahrradwege auf stillgelegten Bahntrassen. Heute ist der nach der Milseburg benannte Radwanderweg Teil des BahnRadwegs Hessen; weitere Details siehe auch dort.

## Streckenverlauf
Der durchgängig asphaltierte Milseburgradweg beginnt im Westen an einem Parkplatz in Götzenhof nordöstlich von Fulda und endet im Osten kurz hinter dem ehemaligen Bahnhof Hilders im Ulstertal. Fährt man die umfassend ausgeschilderte Strecke von Westen nach Osten ab, so passiert man folgende Dörfer: Untergötzenhof, Almendorf, Melzdorf, Wiesen, Niederbieber, Langenbieber, Schackau, Bieberstein, Elters, Steinbach, Rupsroth, Liebhards und Eckweisbach.
Der Verlauf der Strecke ohne extreme Anstiege (max. 3 %) ermöglicht die Durchquerung eines Mittelgebirges auch für weniger trainierte Radfahrer. Der Milseburgradweg darf auch von Fußgängern und Inlineskatern, für die sich der Weg gut eignet, da der Asphalt nicht zu rau ist, genutzt werden. Für die Radfahrer befinden sich am Wegesrand nicht nur schöne Rastplätze mit Schutzhütten und Informationstafeln, sondern auch Kilometerangaben und Hinweisschilder, die auf sehenswerte Kirchen, Schlösser, Museen, Muschelkalkfelsen, Kinderspielplätze oder andere Abstecher hinweisen. Höhepunkt des Radwegs ist sicherlich der 1172 Meter lange Milseburgtunnel. Der aus dem Jahre 1889 stammende Tunnel ist in der Regel vom 15. April bis zum 31. Oktober geöffnet und im Winter Ruheraum für Fledermäuse; abhängig vom Ruhebedarf der Fledermäuse kann die Öffnungszeit verkürzt werden. Während der Sperrzeit steht eine vier Kilometer lange Umfahrungsstrecke zur Verfügung. Höchster Scheitelpunkt des Weges ist der ehemalige Bahnhof Milseburg. Zur Überquerung einiger Landes- und Kreisstraßen wurden neue Brücken errichtet. Als Sicherheitsvorrichtungen befinden sich vor den Straßen auf gleicher Höhe Drängelgitter, da der kreuzende Autoverkehr Vorrang hat.

## Anreise
Neben speziellen Parkplätzen an der Strecke bedienen an Sonn- und Feiertagen im Sommer die Busse des Rhein-Main-Verkehrsverbundes (RMV) mit Fahrradanhängern die Haltestellen entlang des Radwegs und bringen die Fahrgäste mit ihren Fahrrädern nach Fulda, Hilders, Gersfeld und zur Wasserkuppe (Rhönradbus, siehe Weblink).
Die Anreise mit regulär verkehrenden Zügen ist vom Bahnhof Fulda (ca. vier Kilometer vom Radweg-Startpunkt Götzenhof entfernt) und zurück nach Fulda vom Bahnhof Gersfeld (Rhön) an der Bahnstrecke von Fulda möglich. Vom Radweg-Endpunkt Hilders sind es bis Gersfeld rund 20 Kilometer. Wenn bereits in Unterrupsroth (ca. sieben Kilometer vor Hilders) vom Radweg abgezweigt wird, sind es bis Gersfeld noch 15 Kilometer.
Mit Falträdern, Tretrollern, Inlineskates kann auch die Buslinie 32 von Fulda ZOB über Hilders ZOB nach Simmershausen bzw. Tann genutzt werden, die mehrmals täglich an allen Wochentagen verkehrt.

## Verbindungen zu anderen überregionalen Radwegen
- Ulsterradweg von Hilders nach Vacha
- Dadurch bieten sich zwei Rundfahrten an:
  - Fulda–Milseburgradweg–Ulsterradweg–Kegelspiel-Radweg–Haunetal-Radweg–Fulda
  - Fulda–Milseburgradweg–Ulsterradweg–Werratal-Radweg–Fulda-Radweg–Fulda
- Hessischer Radfernweg R1 bei Fulda